# Thomas Van Achteren
Thomas Van Achteren (3 september 1995) is een Belgisch muzikant en televisiepresentator. Van Achteren studeerde in 2013 grafische en digitale media aan de Arteveldehogeschool, maar onderbrak deze studie toen hij Ketnet wrapper werd.

## Muziek
Tussen 2007 en 2017 was Van Achteren actief als basgitarist in de groep Bandits (voorheen Gizonband genaamd), een poprock-boyband samen met zanger Jasper Publie, gitarist Tim Tielemans, drummer Toon Smet en keyboardspeler Neil Akenzua.
In 2009 was hij - los van Bandits - samen met Tim Tielemans deelnemer aan Junior Eurosong als T&T, in 2010 samen met onder anderen Jasper Publie, Tim Tielemans en Toon Smet aan Ketnetpop. In 2019 deed hij een voice-over van superpiet van de film Waar is het grote boek van Sinterklaas?

## Televisie
Van 31 mei 2015 tot en met 3 april 2022 was Van Achteren een van de vaste wrappers (presentatoren) op de Vlaamse jeugdzender Ketnet. Van januari 2021 tot februari 2022 was hij te zien als Jelle Lomans in de telenovelle Lisa op VTM. Van februari tot april 2025 speelde hij de rol van Renaat De Neve in Milo, tevens op VTM.
Huidig (anno 2025):
Lee Arrendell · Thomas De Smet · Nona 't Jolle · Nidal van Rijn · Emma Vanthielen
Voormalig (1997–2024):
Jelle Cleymans (2002–2007) · Staf Coppens (1999–2004) · Karolien Debecker (2006–2009) · Veerle Deblauwe (2003–2006) · Sam De Bruyn (2009) · Niels Destadsbader (2009–2014) · Ianka Fleerackers (1998–2001) · Tom Gernaey (2006) · Sander Gillis (2012–2023) · An Jordens (1998–2005) · Melvin Klooster (2006–2012) · Heidi Lenaerts (2006–2007) · Friedl' Lesage (1997–1998) · Charlotte Leysen (2011–2019) · Véronique Leysen (2009–2013) · Kristien Maes (2007–2012) · Gloria Monserez (2020-2024) · Sarah Mouhamou (2014-2025) · Leonard Muylle (2012–2018) · Sven Ornelis (1997–1999) · Peter Pype (2004–2012) · Ben Roelants (2009) · Mark Tijsmans (1997–2002) · Héritier Tipo (2022–2024) · Thomas Van Achteren (2015–2022) · Katrien Van Deuren (1998–1999) · Peter Van de Veire (1997–2002) · Steven Van Herreweghe (1997–2002) · Kobe Van Herwegen (2006–2011) · Ilse Van Hoecke (1998–2004) · Gitte Van Hoyweghen (1997–2001) · Britt Van Marsenille (2004–2008) · Sofie Van Moll (2001–2007) · Erika Van Tielen (2003–2006) · Henk Vermeulen (1998–2004) · Aron Wade (1998–2003) · Sien Wynants (2012–2022)